# Episodi di New School (seconda stagione)
La seconda stagione di New School è andata in onda nel 2018-19 su Dea Kids e dal 2 gennaio 2021 è in replica su Super! dalle 14:45/50 fino alle 15:00/10 per 2-3 episodi al giorno.
| n. | Titolo italiano                    |
| -- | ---------------------------------- |
| 1  | Una vacanza da sogno               |
| 2  | Il re dei ratti                    |
| 3  | La sfida delle coppie              |
| 4  | Le olimpiadi della scienza         |
| 5  | Panini con le polpette             |
| 6  | Charlotte                          |
| 7  | Il ballo di San Valentino 1ª parte |
| 8  | Il ballo di San Valentino 2ª parte |
| 9  | Il ritorno della voce misteriosa   |
| 10 | La giornata dell'oceano            |
| 11 | Il sovrintendente                  |
| 12 | Il ragazzo misterioso              |
| 13 | Il grande Bunginì                  |
| 14 | Vita da rocker                     |
| 15 | La nonna di Rudy                   |
| 16 | Il cuore vuole ciò che vuole       |
| 17 | La gara delle torte                |
| 18 | Girl power                         |
| 19 | Vivien style                       |
| 20 | Cuori all'asta                     |
| 21 | Il vocabolario involato            |
| 22 | Il segreto di Charlotte            |
| 23 | Rudy dove sei                      |
| 24 | Re e contadini                     |
| 25 | L'ultima sfida                     |
| 26 | Il Wall Of Celebrities             |
| 27 | speciale Riparto da zero           |

## Una vacanza da sogno
Dopo le vacanze di fine semestre Nick torna a scuola intento a salire sul Wall of Celebrities cercando di vincere una sfida su un video registrato nelle vacanze. Intanto Anna cerca di avere un po' di spazio da Justin dopo aver passato tutte le vacanze insieme.

## Il re dei ratti
Una grande forma di formaggio viene rubata e i nostri sospettano che siano i topi i colpevoli. Grazie ad un app di Alice, Nick, Rudy e il preside indagano!

## Panini con le polpette
Gli studenti hanno voglia di panini con le polpette, ma stanca di pulire Miss Mastermind lo vieta. Nick e Rudy, di nascosto, iniziano a venderli, ma la carne è avariata e trasforma chiunque li mangi in zombie. Intanto Mr. Spencer non vede con i suoi occhiali e Alice lo aiuta.

## Charlotte
A scuola arriva la bad girl Charlotte e Anna le fa da guida. Nick intanto aiuta Rudy a trovare la chiave di una vecchia capsula del tempo.

## Il ballo di San Valentino (prima e seconda parte)
Arriva San Valentino e Alice deve andare al ballo con Tim, Rudy vuole invitare Vivien e Nick ci andrà con Anna, ma arriva subito un imprevisto.

## La gara delle torte
Justin ricatta Nick e Rudy per partecipare alla gara delle torte.

## Girl power
Mentre Alice e Vivien cercano di evadere dalla Escape Room, Anna e Charlotte scoprono chi delle due ama Nick.

## Vivien style
Mentre Vivien apre un salone di bellezza nel bagno, Nick cerca di salvare la scuola dal ricco papà di Justin.

## Cuori all'asta
Alla McGraffin si indice un concorso d'amore e Anna e Charlotte puntano tutto su Nick.

## Il vocabolario involato
Per evitare di essere punito, Nick racconta una storia al preside sul fatto che Tim e Tom sono i capi di una gang e Miss Mastermind è una strega.

## Il segreto di Charlotte
Charlotte vuole confidare un segreto a Nick che ha il presentimento che sia un piano per fermarlo.

## Rudy dove sei
Mentre Vivien fa buone azioni a tutti, Nick e Tim mangiano molte caramelle scadute e perdono Rudy, così chiedono a Justin, che nel frattempo si comporta come un elefante. Intanto Tom fa un corso con Vivien per imparare le buone azioni quando si fa un appuntamento.

## Re e contadini
Alla McGraffin è la Giornata medievale e, mentre Justin e Vivien sono re e regina, Nick e Anna sono due umili contadini.

## L'ultima sfida/ Il Wall of Celebrities
Nick sta per arrivare al milione di punti e cerca di scoprire chi sia la Voce Misteriosa.